# Південноросійський Автомобільний Клуб
Південноросійський Автомобільний Клуб (рос.дореф. Южно-Русский Автомобильный Клуб; абр.: Ю.-Р.А.К.) — автомобільний клуб, заснований 15 серпня [29 серпня] 1911 року з штаб-квартирою в м. Харків. Припинив існування в 1919 році. ЮРАК взаємодіяв з Союзом Автомобільних Клубів Росії (САКР).
Зимова резиденція Клубу — м. Харків, вул. Гоголя, 4. Літня резиденція — дачі «Роща Помірки» (на той час передмістя Харкова) на 7-ій версті шосе Харків — Бєлгород.
Клуб Ю.-Р. А.К — учасник Севастопольського міжнародного автомобільного пробігу на Приз Імператора Миколи II за маршрутом Санкт-Петербург — Москва — Харків — Севастополь у вересні 1911 року. Учасники автопробігу від Клубу: пан Пок на «Бразьє», А. Дунін на «Даррак» і А. Іллєнко на «Фіат». Всього за час існування клубу: 73 дійсних членів та 91 «член-змагатель» (члени Клубу «без мотора»).

## Почесні члени Клубу
- Міністр Двору, Генерал-ад'ютант барон Володимир Борисович Фредерікс
- Флігель-ад'ютант, Віцепрезидент ІРАО Володимир Володимирович Свечін
- Голова Моск. Автомобільного Клубу князь Микола Сергійович Щербатов
- Харківський губернатор Митрофан Кирилович Катеринич

## Голова правління
- Орлов Олександр Миколайович (з серпня 1911 року по квітень 1913)
- Кулжинський Петро Пантелеймонович (з 6 квітня 1913 року)
  - товариш (заступник) Голови Правління Литарев Сергій Миколайович.

## Історія Клубу

### Передісторія
- Група харківських автомобілістів і репортери міських газет поїхали в Київ на фінішний етап Київського Імператорського автопробігу, як писали в ті дні столичні газети на "Міжнародне автомобільне випробування Санкт-Петербург — Київ — Москва — Санкт-Петербург[1].

### Часопис
(усі дати за ст.ст.)
- серпень 1911 року — реєстрація Клубу.
- вересень 1911 року — участь в Севастопольському автопробігу на приз Імператора
- 4 травня 1912 року — автомобільна екскурсія Харків — Бєлгород — Харків
- 9 — 11 червня 1912 року — автомобільна прогулянка Харків — Полтава — Харків
- 29 червня — 5 липня 1912 року — автомобільна прогулянка Харків — Москва — Харків
- 13 жовтня 1912 року — відкриття зимової резиденції Клубу в Харкові
- січень 1913 року — в Харкові опубліковані «Обов'язкові постанови про їзду на автомобілях в місті Харкові», розроблені за участю Клубу.
- 15 квітня 1913 року — перегони на швидкість з участю спортсменів Клубу
- 14 серпня 1914 року — Надзвичайний збори Клубу з питань Першої світової війни.
  - 28 серпня — санітарно-автомобільний загін Клубу допомагає лазаретам під прапорами Червоного Хреста
- 23 листопада 1914 року — зустріч Імператора Миколи II в Харкові за участю автомобілів Клубу.
- квітень 1918 року — останній загальні збори Клубу (задокументовані)

Південно-Руський Автоклуб в Харкові продовжував свою діяльність у 1918 — 1920 роках, організувавши у місті два позичково-ощадних і кооперативних товариства: «Автокредит» (з 1918 року) та «Автопоміч» (з 1916 року).